# Reigns: Her Majesty
Reigns: Her Majesty ist ein Strategiespiel, welches von Nerial entwickelt und von Devolver Digital herausgegeben wurde. Das Spiel ist eine eigenständige Fortsetzung zum Spiel Reigns. In einer fiktiven Mittelalterwelt spielt der Spieler eine Monarchin, welche durch das Annehmen bzw. Ablehnen von Vorschlägen der Berater das Königreich regiert. Das Spiel wurde im Dezember 2017 für Android, iOS, Linux, macOS und Windows veröffentlicht. Reigns: Her Majesty und sein Vorgänger wurden im September 2018 unter dem gemeinsamen Titel Reigns: Kings & Queens für die Nintendo Switch veröffentlicht. Der dritte Teil der Reigns-Serie, Reigns: Game of Thrones, wurde im Oktober 2018 veröffentlicht. Eine weitere Fortsetzung der Reihe, Reigns: Beyond wurde im November 2020 publiziert.

## Spielablauf
Das grundlegende Spielprinzip ist das gleiche wie in Reigns, aber anstatt als mittelalterlicher König zu spielen, übernimmt der Spieler die Rolle einer Königin. Der Spieler streicht eine Karte mit dem Bild eines Beraters nach links oder rechts, um seinen Vorschlag anzunehmen bzw. abzulehnen. Jede Entscheidung hat Konsequenzen und verändert das Gleichgewicht zwischen den vier Säulen der Gesellschaft: der Kirche, dem Volk, dem Militär und der Wirtschaft. Die Herrschaft der Königin endet, wenn eine der vier Säulen zu hoch oder zu niedrig ist. Das Spiel wird fortgesetzt, wobei der Spieler seinen Erben kontrolliert. Es gibt, gegenüber 800 im Originalspiel, zwischen 1200 und 1300 verschiedene Karten im Spiel.
Im Laufe des Spiels kann der Spieler verschiedene Arten von Ereignissen erleben, die durch die Story oder Entscheidungen des Spielers verursacht werden. Solche Ereignisse können einmalige oder wiederkehrende Auswirkungen auf das Spiel haben, wie z. B. den Tod des nächsten Beraters, wenn sein Vorschlag abgelehnt wird.
Ein neues Spielmerkmal in Reigns: Her Majesty ist das Aufnehmen von Gegenständen. Der Spieler kann während des gesamten Spiels Gegenstände sammeln und in bestimmten Situationen verwenden. Durch die Gegenstände können die angebotenen Optionen umgangen und neue Optionen angeboten werden.

## Rezeption
Das Spiel wurde als „schlaue und überraschende“ Fortsetzung mit „lustiger und minimalistischer“ Mechanik und einer „verbesserten und fesselnden Geschichte“ beschrieben. Jedoch soll sich das Spiel auch wiederholen. Es wurde mit Diensten wie Tinder verglichen, da der Spieler Entscheidungen trifft, indem er nach links oder rechts streicht.

### Auszeichnungen
| Jahr | Preis                                  | Kategorie                    | Resultat  | Nachweis      |
| ---- | -------------------------------------- | ---------------------------- | --------- | ------------- |
| 2018 | Game Developers Choice Awards          | Best Mobile Game             | Nominiert | [ 10 ]        |
| 2018 | 14. British Academy Games Awards       | British Game                 | Nominiert | [ 11 ]        |
| 2018 | Develop Awards                         | Writing or Narrative Design  | Nominiert | [ 12 ]        |
| 2018 | Golden Joystick Awards                 | Best Storytelling            | Nominiert | [ 13 ] [ 14 ] |
| 2018 | Golden Joystick Awards                 | Mobile Game of the Year      | Nominiert | [ 13 ] [ 14 ] |
| 2019 | Writers’ Guild of Great Britain Awards | Best Writing in a Video Game | Sieger    | [ 15 ] [ 16 ] |